# Pont-Saint-Vincent
Pont-Saint-Vincent é uma comuna francesa na região administrativa de Grande Leste, no departamento de Meurthe-et-Moselle. Estende-se por uma área de 6,66 km². Em 2010 a comuna tinha 1 913 habitantes (densidade: 287,2 hab./km²).